# Fjällmattvävare
Fjällmattvävare (Bathyphantes similis) är en spindelart som beskrevs av Kulczynski 1894. Fjällmattvävare ingår i släktet Bathyphantes och familjen täckvävarspindlar. Arten är reproducerande i Sverige. Inga underarter finns listade i Catalogue of Life.